# 法哲学原理
《法哲学原理》（德語：Grundlinien der Philosophie des Rechts）是格奥尔格·威廉·弗里德里希·黑格尔的一部哲学著作，台灣譯作《法權哲學》，于1820年正式出版，虽然书的扉页上写着1821年。由学者贺麟翻译的中文版于1961年由商务印书馆出版。该著作系统地反映了黑格尔的法律观、道德观、伦理观和国家观。旨在说明一个国家应如何理性地组织自身。
该书是黑格尔晚年的和其人生中最重要、最成熟的著作。其在柏林大学担任教授时曾以该书为课本讲授“自然法与国家学或法哲学”这一门课程。在黑格尔的哲学体系中，该书是阐述其所谓的精神的三种发展中的第二类“客观精神”的（即抽象法、道德、以及伦理。）在该书的序言中，黑格尔提出了后世著名的“凡是现实的东西都是合乎理性的（存在即合理）”这一界说。

## 创作
《法哲学原理》的创作可以追溯至黑格尔与1801年至1802年间发表的论文《关于自然权利概念》。随后的法国大革命给予黑格尔的思想冲击则也以该书的形式反映了出来。1806年，德意志人组成的神圣罗马帝国在拿破仑的威逼下灭亡，德意志的贵族们陷入了对无政府主义的恐慌之中。大学中的学术自由受到了限制。《法哲学原理》是在这样的历史背景下产生的；法国革命所造成的社会混乱和动荡促使黑格尔着重寻求一种自由意志道德与社会秩序的统一。

## 架构
《法哲学原理》一书的架构按照黑格尔所谓的“客观精神”的三个环节来分布。黑格尔的出发点是自由意志。因着自由意志，人首先获得了抽象的"Rechts"（权利，或法）。或者说自由意志是法存在的具现（非此无彼的关系）。这些原始的抽象的法或人权包括：人之为人的权利、人受到尊重的权利、物的所有权以及“法的自我辩证运动”。所谓法的自我辩证运动是指，当人犯罪时，人硬性地否定了法（或其自身的自由），法通过刑罚来强制罪人，是硬性地否定了法的否定，是对法的再度肯定，黑格尔由此认为，刑罚的要旨不在于惩罚或复仇，而在于体现法的正义性。
在自由意志从抽象法过渡到道德后，人便获得了主观的自由意志。黑格尔将道德分层为三。最基础的道德是意向与责任，进一步的道德为动机与后果，最高层次的道德为良心与善。意向与责任即是说一个人犯罪是否是故意的，依据其有意无意来判定其所应负的法律责任。动机与后果是纯道德层面的，涉及一个人行为动机的道德性与其所造成的后果的好坏。黑格尔在这里强调两者必须都是好的，仅仅动机良好而对人造成损害则不能算作道德的，因为人自身自由意志应当也应该对其所造成的外部影响负责。最后，良心与善是指以自我意识所追求的，分为形式的与真实的两种。形式的良心以一己之私为普遍原则强加于人，黑格尔将其称为“作恶的待发点”，因为该种良心不与客观的善同一。而真实的良心与善便是伦理。
黑格尔认为，伦理就是客观的善與主观的善两者的统一。是家庭、是市民社会，在这一方面，黑格尔更提出“国家是自觉的伦理的实体”。人在国家内才是自由的，由于国家是伦理的体现，人若是脱离国家便会失去伦理性。

## 存在即合理
在《法哲学原理》的序言中，黑格尔针对哲学研究中试图将“现在”视为无意义以求得一“更好”的道路的思想进行了抨击。他认为哲学的目的不在于埋头苦究“有时间性的瞬即消失的假象”，而是去追求现有事物中永恒的东西。存在即合理的前提是“合理即现实”。因合理的事物必须是现实的，所以现实存在的事物也必定是合理的。正因如此，黑格尔认为应以宽大的态度包容世界的繁杂、无限，并仅仅研究现实背后的实质。